# Dobro Selo
Dobro Selo är en ort i Bosnien och Hercegovina.   Den ligger i entiteten Federationen Bosnien och Hercegovina, i den västra delen av landet, 180 km väster om huvudstaden Sarajevo. Dobro Selo ligger 678 meter över havet och antalet invånare är 669.
Terrängen runt Dobro Selo är huvudsakligen kuperad, men åt sydväst är den bergig.Runt Dobro Selo är det ganska tätbefolkat, med 93 invånare per kvadratkilometer.. Dobro Selo är det största samhället i trakten. 
Omgivningarna runt Dobro Selo är en mosaik av jordbruksmark och naturlig växtlighet.